# Нижнешвабский диалект
Нижнешвабский диалект (нем. Niederschwäbisch, также: Neckarschwäbisch и Unterschwäbisch) — диалект немецкого языка, распространённый в верхних и средних районах долины Неккара и приграничных областей (Швабский Альб, Восточный Шварцвальд в Баден-Вюртемберге). Принадлежит к швабскому диалекту алеманнской группы, находя существенные сходства с другими алеманнскими диалектами, включая альгойский.
Отличительной чертой нижнешвабского можно считать формы gwä, gwäâ второго причастия глагола sein.